# Сельскохозяйственная коммуна
Сельскохозя́йственная комму́на — одна из форм коллективного ведения сельского хозяйства в РСФСР и раннем СССР, основанная на совместном труде и обобществлении всех средств производства и землепользования.

## Организация
Каждый вступающий в коммуну отказывался от личной собственности не только на средства производства и скот, но и на прочее имущество и денежные средства. Содержание членов коммуны было уравнительным, а весь остающийся доход шёл на развитие хозяйства и культурно-просветительские мероприятия. Однако некоторые коммуны, несмотря на название, сохраняли обобществление только основных средств производства и являлись по форме артелями.
Государство предоставляло сельскохозяйственным коммунам в безвозмездное пользование землю, жилые и хозяйственные постройки, инвентарь. Свыше 80 % земель, отведённых коммунам, ранее принадлежали монастырям и помещикам. Постановлением Совета народных комиссаров РСФСР от 2 июля 1918 года на организацию коммун было выделено 10 миллионов рублей.
В июле 1918 года Народный комиссариат земледелия РСФСР разработал «Примерный устав трудовой земледельческой коммуны», регламентирующий жизнедеятельность коммуны. На смену ему пришёл принятый 19 февраля 1919 года «Нормальный устав сельскохозяйственных производственных коммун». Документ базировался на Положении о социалистическом землеустройстве и о мерах перехода к социалистическому земледелию, принятому СНК РСФСР 14 февраля 1919 года. Согласно нормативным документам, в задачи сельскохозяйственной коммуны также входили организация новых форм труда и быта в деревне, ведение культурно-просветительской работы, поддержка бедноты в борьбе против кулачества.
Сельскохозяйственные коммуны управлялись выборными советами и административно подчинялись Наркомату земледелия через местные земельные отделы. Вопросами регистрации занималось Бюро коммун, созданное при Наркомате земледелия в мае 1918 года.

## Социальный состав
Участниками коммун становились преимущественно бедняки. Середняки выбирали подобный тип кооперации значительно реже. Однако в коммуны также вступали осевшие в деревне рабочие, а также ремесленники, кустари, представители интеллигенции.

## Численность
Первые сельскохозяйственные коммуны возникли в октябре — ноябре 1917 года: «Колос» (Петроградская губерния), «Петровская» (Новгородская губерния), «Прогресс» (одноимённые в Самарской и Пермской губерниях), «Труд» (Московская губерния). В июне 1918 года в РСФСР насчитывалось 500 коммун, в январе 1919 — свыше 975, в январе 1920 — 1458.
В январе 1919 года доля сельскохозяйственных коммун среди коллективных хозяйств составляла 61,7 %, однако уже к декабрю 1920 года снизилась до 18 %, а в 1921 году составляла около 15 %. В 1931 году удельный вес коммун упал до 3,6 %, а в 1933 году — до 1,8 %.
Причиной падения популярности коммун стало отсутствие материальной заинтересованности участников в повышении результативности труда. Ошибочность подобного принципа организации хозяйства утверждается ещё в источниках сталинской эпохи:

В деятельности К. с. [коммун сельскохозяйственных] господствовал принцип мелкобуржуазной уравниловки в потреблении и быту. Личные интересы коммунаров, ещё вчерашних единоличников, игнорировались. В коммунах сельскохозяйственных очень часто проявлялись антигосударственные тенденции, выражавшиеся в недооценке указаний партии по вопросам организационно-хозяйственного укрепления колхозов, в противопоставлении интересов К. с. государству (низкая товарность, ставка на потребительский характер х-ва и т. д.).— Сельскохозяйственная энциклопедия. Издание третье
В ходе сплошной коллективизации в СССР оставшиеся сельскохозяйственные коммуны были преобразованы в колхозы. Последние коммуны были ликвидированы в 1938 году.

## Сельскохозяйственные коммуны за пределами СССР
Термин «сельскохозяйственная коммуна» также используется для именования трудовых общин, создававшихся режимом красных кхмеров в Демократической Кампучии (ныне Камбоджа).